# Вулиця Пушкіна (Мелітополь)
Вулиця Пу́шкіна — вулиця в місті Мелітополь.
Уперше згадується в березні-серпні 1924 року як вулиця Луначарського (А. В. Луначарський (1875-1933) — перший нарком освіти СРСР). Тоді Червона Гірка ще була окремим від міста населеним пунктом. Але 22 травня 1928 року Красногірське селище було включене до межі Мелітополя, і, щоб уникнути плутанини з вулицею Луначарського в Мелітополі, 17 червня 1929 року вулиця Луначарського на Червоній Гірці була перейменована на честь Пушкіна.
Вулиця починається біля Силікатної вулиці, перетинає проспект 50-річчя Перемоги, вулицю Олександра Довженка і далі йде вздовж Кручі, будучи головною вулицею цього району.
По всій довжині вулиця Пушкіна забудована приватними будинками. Також на ній розташовані школа №4 та вечірня школа №1. По вулиці проходить автобусний маршрут № 19.

## Об'єкти
- Школа № 4